# Ваганов, Степан Петрович
Степан Петрович Ваганов (1886 — 1918) — русский революционер, один из участников расстрела императора Николая II и его семьи.

## Биография

### Ранние годы
Степан Ваганов родился в 1886 году в рабочей семье. Окончил церковно-приходскую школу, в 10 лет остался без отца.
Работал слесарем на заводе, в 1907 году женился на Ольге Ивановне. Пара жила в доме Вагановых, где за семь лет у них родилось семеро детей.

### Военная служба
Ваганова призвали на военную службу в 1910 году. Окончил Минное офицерское училище в Кронштадте, служил на крейсере 2-го ранка Азия, после начала Первой Мировой войны был переведён на минный заградитель Ладога. В донесениях отмечался как храбрый участник морских сражений. В 1915 году стал членом РСДРП, в 1916 пытался пронести на корабль номер газеты Пролетарский голос, но был арестован и осужден на 6 месяцев заключения, срок отбывал в Ревельской береговой тюрьме.

### Революционная деятельность
После Октябрьской революции Ваганов вступил в Красную гвардию, участвовал в Гражданской войне, вскоре стал правой рукой Петра Ермакова. Имел в подчинении отряд красногвардейцев из 19 человек. Участвовал в подавлении восстания рабочих Верх-Исетского завода, принимал участие в репрессиях в Екатеринбурге против предпринимателей и рабочих, которые включали в себя экспроприации и казни.
В июле 1918 года Ваганов вместе с Ермаковым прибыл в Дом Ипатьева. 17 июля 1918 года участвовал в расстреле царской семьи. Вместе с Ермаковым был одним из самых жестоких палачей, он неоднократно стрелял в уже мёртвого царя. Так же Ваганов расправился с княжнами Ольгой и Татьяной. Горничная Анна Демидова упала на пол и спряталась в подушках, но Ваганов заметил её и проткнул ей горло штыком.

### Смерть
25 июля 1918 года Екатеринбург был занят войсками Сергея Войцеховского, к этому моменту многие большевики покинули город, однако Ваганов по неизвестной причине остался и, опасаясь мести со стороны белых, спрятался в погребе своего дома. Тут его нашли рабочие Верх-Исетского завода, жаждущие мести за жестокое подавление их восстания. Они вывели Ваганова на улицу и убили.
Ваганов стал первым погибшим участником расстрела Романовых. В следующем году за ним последовал Павел Медведев, арестованный белыми и умерший в заключении в 1919 году.